# مقر مقاطعة

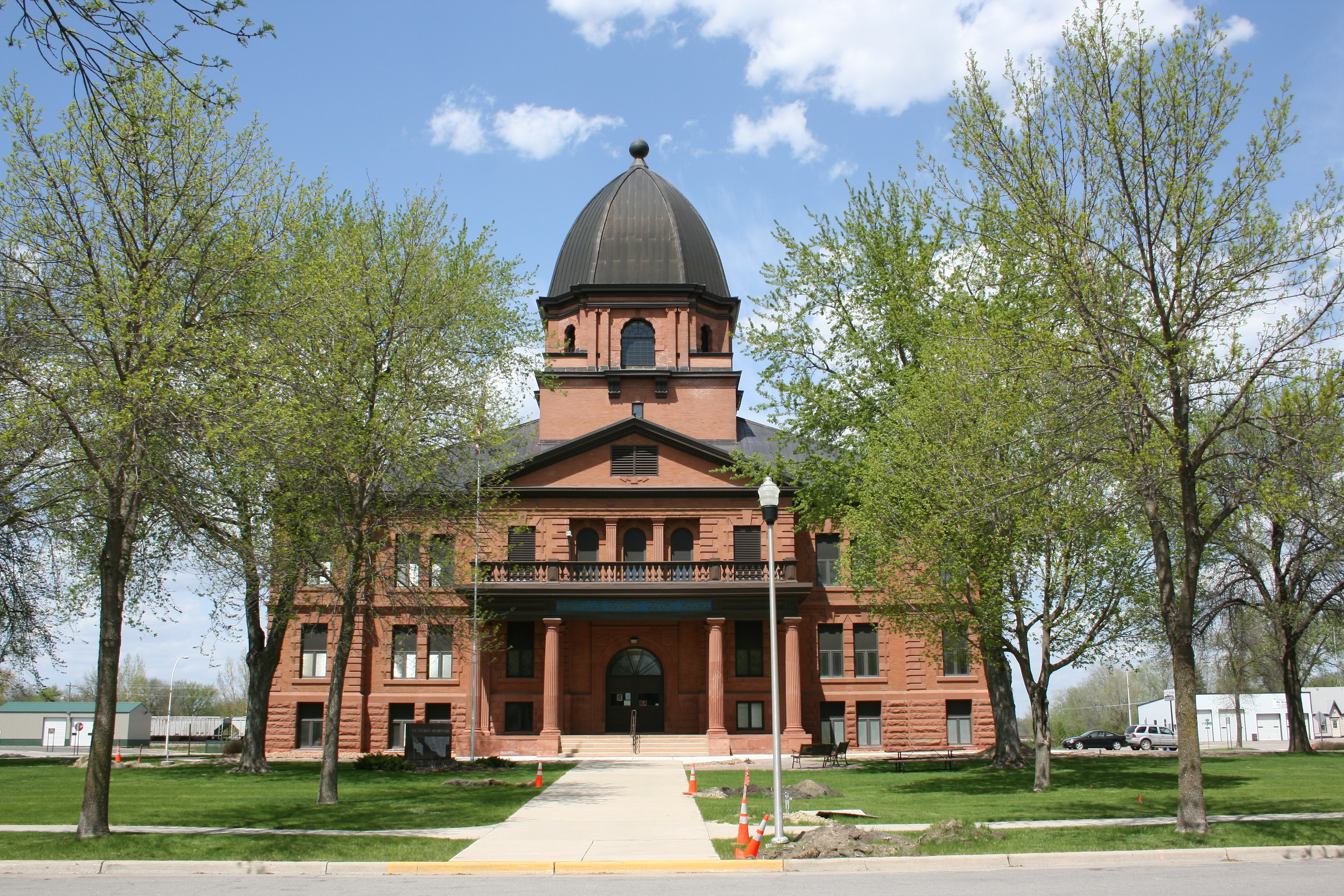

مقر المقاطعة (بالإنجليزية: county seat)‏ هو مصطلح يطلق على المركز الإداري للمقاطعة، ويستخدم بشكل رئيسي في الولايات المتحدة. ويُستخدم في المقاطعات البحرية في كندا مصطلح «مدينة المقاطعة» (بالإنجليزية: shire town) بدلاً من مقر المقاطعة، وكذلك يستخدم مصطلح «مدينة المقاطعة» (بالإنجليزية: county town) في إنجلترا، وويلز، وأيرلندا، وأحياناً في اسكتلندا وأيرلندا الشمالية. ومقر المقاطعة هي المدينة التي تعتبر عاصمة تلك المقاطعة، ومنها تحكم وتدار المقاطعة بأكملها.